# MBM (motorfiets)
MBM is een historisch motorfietsmerk.
De bedrijfsnaam was Motori MBM SrL, Via Roncofreddo 47, 47023 Cesena (Forlì).
Dit was een van de vele Italiaanse fabriekjes van crossmotoren met 49 cc Minarelli-motortje. Het werd eind jaren zestig opgericht.